# Castle Rock (Washington)
Castle Rock es una ciudad ubicada en el condado de Cowlitz en el estado estadounidense de Washington. En el año 2000 tenía una población de 2.130 habitantes y una densidad poblacional de 616,7 personas por km².

## Geografía
Castle Rock se encuentra ubicada en las coordenadas 45°35′28″N 122°24′44″O / 45.59111, -122.41222.

## Demografía
Según la Oficina del Censo en 2000 los ingresos medios por hogar en la localidad eran de $37.212, y los ingresos medios por familia eran $44.125. Los hombres tenían unos ingresos medios de $38.289 frente a los $25.000 para las mujeres. La renta per cápita para la localidad era de $15.661. Alrededor del 17,3% de la población estaban por debajo del umbral de pobreza.